# Lystra pulverulenta
Lystra pulverulenta é uma espécie de cigarrinha do gênero Lystra. É encontrada na América do Sul.

## Identificação
Com a cabeça e tórax encerados, possui uma longa e elaborada "cauda de cera". Os 2/3 basais da asa anterior são totalmente encerados, o que a torna separada de L. lanata . O restante das asas anteriores é da cor preto.

## Distribuição
A espécie é encontrada nos países Brasil, Suriname e Guiné Francesa .

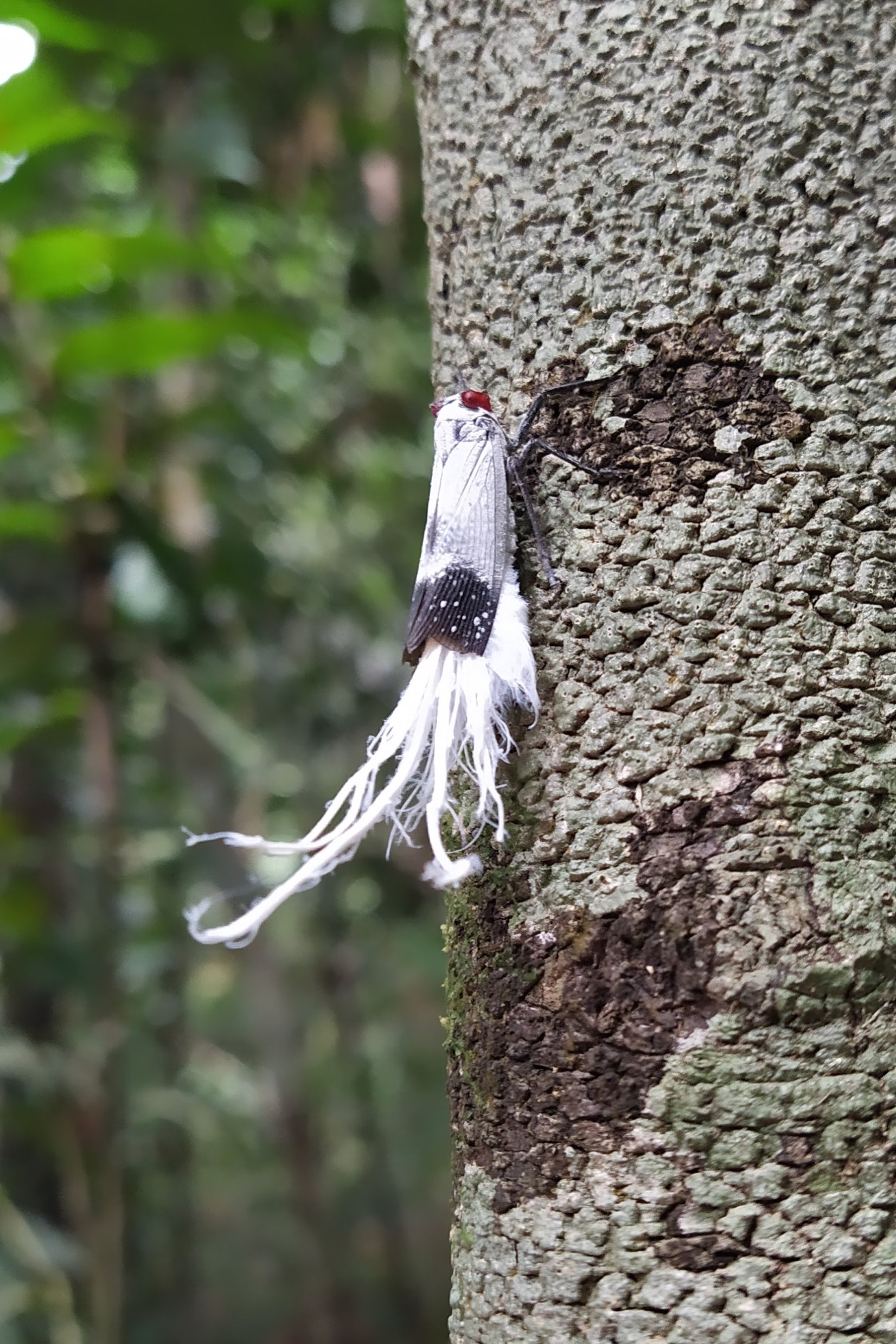
Lystra pulverulenta encontrado em Caracaraí-RR